# Félix Picon
Philippe Félix Émile Picon (ur. 4 października 1874 w Konstantynie, zm. 4 grudnia 1922 w Bordeaux) – francuski żeglarz, olimpijczyk, zdobywca srebrnego medalu w regatach na letnich igrzyskach olimpijskich w 1920 roku w Antwerpii.
Na Letnich Igrzyskach Olimpijskich 1920 zdobył srebro w żeglarskiej klasie 6,5 metra. Załogę jachtu Rose Pompon tworzyli również Albert Weil i Robert Monier.